# Claudia Tavel Antelo
Claudia María Tavel Antelo (Santa Cruz de la Sierra, Bolivia; 11 de marzo de 1989)  es una modelo y reina de belleza boliviana que participó en el certamen de Miss Bolivia 2013 como Señorita Santa Cruz resultando ganadora y obteniendo de esta forma el derecho de representante al país en el Miss Universo 2014.

## Primeros años
Claudia vivía en el barrio PAN de Santa Cruz y estudió en el Colegio Argentino Boliviano de su ciudad, se unió al ballet "Santa Cruz" .

## Miss Santa Cruz y Miss Bolivia 2013
En 2013 fue un año corrido ganó el título de Srta. Santa Cruz 2013 y posterior participó en el concurso nacional y fue elegida entre 23 candidatas que disputaron los títulos de Miss Bolivia 2013.

## Reina Hispanoamericana 2013
Tavel fue elegida como representante de Bolivia para el concurso Reina Hispanoamericana 2013 en el que terminó como sexta finalista.

## Miss Universo 2014
Tavel compitió el 25 de enero en el concurso Miss Universo 2014 que se realizó en Estados Unidos, pero no clasificó.

## Bailando por un Sueño
Fue invitada a concursar Segunda temporada de Bailando por un sueño (Bolivia) ayudando a Abraham Justiniano a realizar su sueño.

## Reinado Internacional del Café 2016
Designada por la Agencia Promociones Gloria a representar a Bolivia al concurso de belleza Reinado Internacional del Café 2016 en Colombia lo cual no logró clasificar entre las finalistas.